# 1116 dans les croisades
Cette page regroupe les évènements concernant les Croisades qui sont survenus en 1116 : 
- Baudouin Ier, roi de Jérusalem, établit un avant poste militaire à Aqaba, au bord de la Mer Rouge[1].